# متسانية آسيا
متسانية آسيا (الاسم العلمي:Isoetes asiatica) هو نوع من النباتات يتبع جنس المتسانية من فصيلة المتسانيات.